# Liturgusa parva
Liturgusa parva es una especie de mantis de la familia Hymenopodidae.

## Distribución geográfica
Se encuentra en Brasil.